# 辛仁羚
辛 仁羚（シン・イルリョン、朝鮮語: 신인령、1943年3月1日 - ）は、大韓民国の梨花女子大学校 12代総長。 

## 出身学校
- 1967年、梨花女子大学校 法学科 学士
- 1974年、梨花女子大学校 大学院 法学 碩士
- 1985年、梨花女子大学校 大学院 法学 博士

## 経歴
- 2002年8月 - 2006年7月 : 梨花女子大学校 12代総長。